# Ahmadou Lamin Samateh
Ahmadou Lamin Samateh (* 30. März 1972) ist ein gambischer Mediziner und Politiker. Seit März 2019 ist er Gesundheitsminister.

## Werdegang
Samateh verfügt über einen Bachelor of Medicine, Bachelor of Surgery (MBBS) und einen Master in Health Planning and Management (MBBS). Er ist Fellow des West African College of Surgeons. Er war ab 2002 am Edward Francis Small Teaching Hospital in Banjul tätig, unter anderem als Chefarzt der Allgemeinchirurgie und Leiter der Abteilung für Chirurgie sowie als Leitender ärztlicher Direktor. An der University of The Gambia Medical School lehrte er Chirurgie als Senior Lecturer.
Am 27. März 2019 wurde er von Präsident Adama Barrow als Nachfolger von Isatou Touray zum Gesundheitsminister ernannt. Dieses Amt behielt er auch im zweiten Kabinett Barrows.
Samateh ist verheiratet und hat Kinder.